# Acanthurus gahhm
Acanthurus gahhm – gatunek morskiej ryby okoniokształtnej z rodziny pokolcowatych (Acanthuridae). 

## Występowanie
Gatunek występuje głównie na rafach koralowych Morza Czerwonego. Występuje w dużych grupach w pobliżu koralowców lub skał.

## Budowa
Osiąga długość ok. 21 cm. Ubarwienie ciała czarne do ciemno-brązowego, z białym pierścieniem wokół nasady ogona i żółtym paskiem wokół oczu. Płetwy piersiowe zakończone są żółtym kolorem.